# Vassné Kovács Emőke
Vassné Kovács Emőke (Nagykőrös, 1933. március 6. – Budapest, 2014. június 9.) magyar logopédus, főiskolai tanár, a Bárczi Gusztáv Gyógypedagógiai Tanárképző Főiskola Fonetikai és Logopédiai Tanszékének vezetője.

## Élete
1933. március 6-án született, sok gyereket nevelő orvoscsaládban. 1954-ben szerzett gyógypedagógiai diplomát az Eötvös Loránd Tudományegyetem Bárczi Gusztáv Gyógypedagógiai Karának akkori jogelődjén, a Gyógypedagógiai Tanárképző Főiskolán.
Első munkahelye az 1954-55-ös tanévben a gyulai gyógypedagógiai nevelőintézet lett, ahol gyógypedagógusnak vették fel, majd 1955-től 1957-ig a Vácott tanított Siketek Országos Tanintézetében. 1957-ben sikerült visszakerülnie Budapestre: egy tanévet a Nagyothallók Általános Iskolájában dolgozott gyógypedagógiai tanárként, majd 1958-tól 1963-ig a Beszédjavító Intézet logopédusa lett.
1963-ban került vissza az akkor már Bárczi Gusztáv nevét viselő főiskolára, már oktatói minőségében, ahol nyugdíjba vonulásáig dolgozott. Elsőként a Gyógypedagógiai Tanszékre kapott oktatói kinevezést, majd a Fonetikai és Logopédiai Tanszékre helyezték át, utóbbinak 1987-től 1998-ig tanszékvezető főiskolai tanára is volt. A vezetői kinevezését megelőző évben, 1986-ban kandidátusi fokozatot is nyert, „Experimental Phonetic Research of Oral Sigmatisms” című dolgozatát a prágai Károly Egyetemen védte meg.
A szakma több, a gyógypedagógus-képzésben bevezetett újítást, fejlesztést köt a nevéhez, ezek közé tartozik a képzés 1992-ben életbe léptetett reformja, illetve egy logopédus terapeuta szak tananyagának kidolgozása, amely csak logopédus tanári szakra volt ráépíthető, viszont így az ezt elvégző szakemberek a teljes életkori spektrumra vonatkozóan nyertek képzettséget – addig ilyen Magyarországon nem volt elérhető. Szintén a nevéhez kötődik a később sikeressé vált „Nyelv- és beszédfejlesztő pedagógus” szakirányú továbbképzés koncepciója is. Ő adaptálta magyar nyelvi viszonyokra a diszlexia megelőzésére kifejlesztett, úgynevezett Inizan-tesztet.

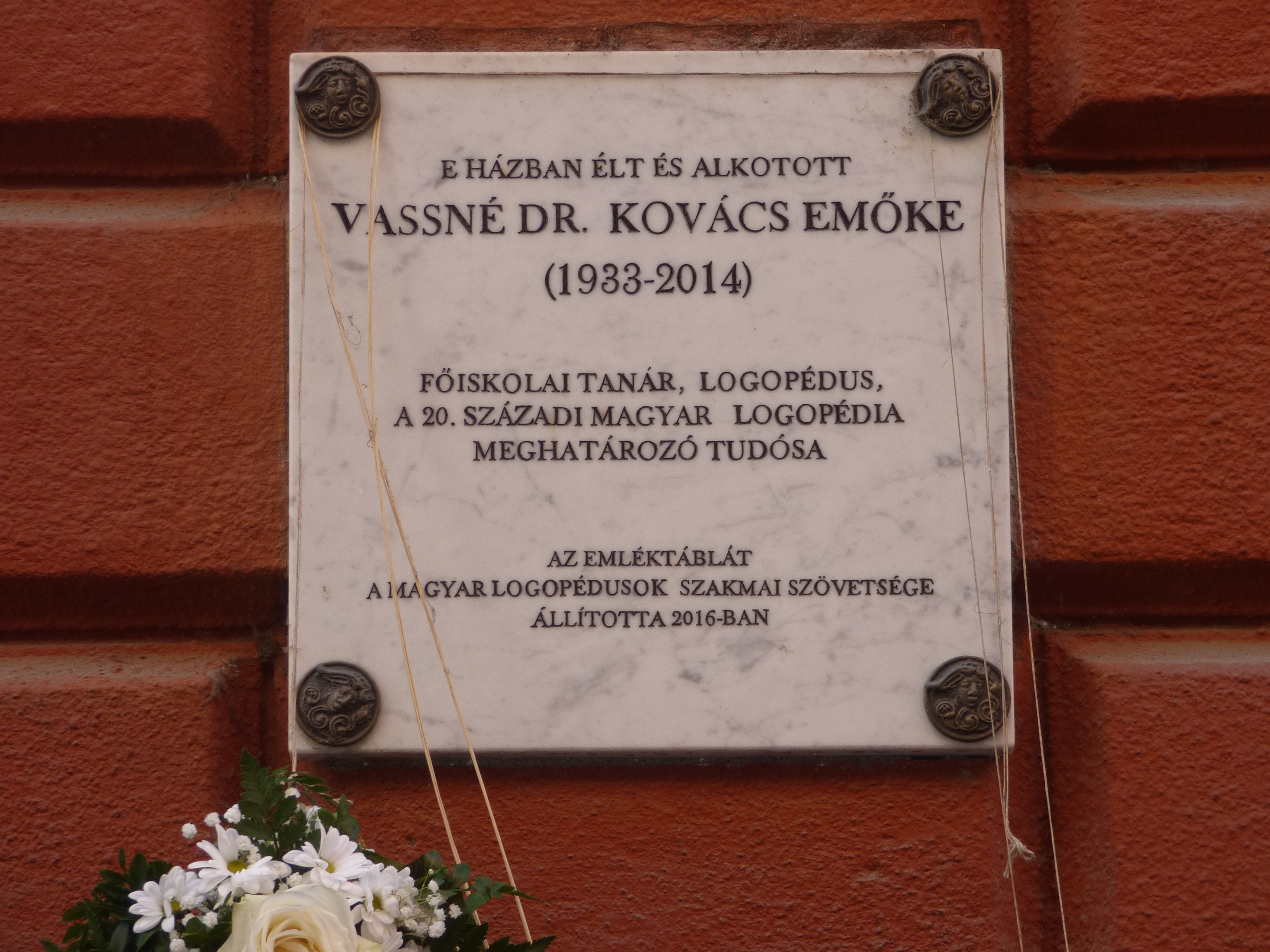
Vassné dr. Kovács Emőke logopédus emléktáblája Budapest II. kerületében, egykori lakhelye, az Erőd u. 10. számú lakóház homlokzatán

Számos szakmai tanulmányutat és konferencia-részvételt vállalt, többek között Angliában, Dániában, az Egyesült Államokban, Finnországban és Svédországban. Vendégelőadóként a Bécsi Egyetemen és a finnországi Oului Egyetemen tartott logopédiai előadásokat.
2014. június 9-én hunyt el, 81 éves korában, hosszas betegeskedést követően. Két évvel a halála után, szakmai szervezetek kezdeményezésére emléktáblát helyeztek el egykori budapesti lakóháza, a II. kerületi Erőd utca 10. számú ház homlokzatán.

## Művei
Munkássága aktív évtizedei alatt hetvennél több publikációja jelent meg, meglehetősen változatos, interdiszciplináris tudományos tevékenységet tükröző témákban. Hadarás és Nyelvlökéses nyelés című jegyzetei úgyszólván megkerülhetetlenek voltak a magyar logopédus képzésekben. Utóbbinak javított változatán halála napjáig dolgozott.

## Elismerései
- 1976: Kempelen Farkas-emlékérem
- 2000: Palotás Gábor-díj
- 2001: Kiss Árpád-díj
- 2013: Sarbó Artúr-díj[1]

## Közéleti tevékenysége
Alapító tagja volt az 1964-ben létrejött Magyar Fonetikai, Foniátriai és Logopédiai Társaságnak, tagja volt a Magyar Logopédusok Szakmai Szövetsége Egyesületnek is; utóbbi 2008-ban örökös elnökévé választotta. Tagja volt még a Magyar Pszichológiai Társaság Gyógypedagógiai Szekciójának, a Nyelvtudományi Társaságnak, a Magyar Gyógypedagógusok Egyesülete Logopédiai szekciójának és a Magyar Olvasás Társaságnak is. Egy akadémiai cikluson át a Magyar Tudományos Akadémia Anyanyelvi Albizottságának munkájában is részt vett.